# Ciak
Ciak es una revista italiana especializada en cine, fundada en 1985 en la ciudad de Milán. El título hace referencia a la claqueta, dispositivo utilizado en la dirección cinematográfica.

## Historia
La revista fue establecida en 1985 por la Editorial Mondadori en Milán, y desde entonces se especializa en todo lo relacionado con el cine, haciendo énfasis en las producciones italianas.

## Ciak d'oro
Un año después de la fundación de la revista, empezó a organizarse el Ciak d'oro, una gala anual de premios que reconoce a los mejores exponentes de este arte. Los premios son concedidos, para las categorías técnicas, por un jurado de críticos y periodistas cinematográficos, mientras que la elección popular que tiene lugar a través de votaciones por internet asigna los premios a la "mejor película", "mejor director", "mejor actor protagonista", "mejor actriz protagonista", la "mejor película extranjera" (hasta 2014), la "mejor ópera prima" (hasta la edición de 2021, luego sustituida por el "mejor debut como director"), la "mejor canción original", el "mejor cartel" y, a partir de 2022, la "revelación del año".